# Вилхелм II фон Хатцфелд
Вилхелм II фон Хатцфелд (на немски: Wilhelm II von Hatzfeld; † 17 юли 1570) от род фон Хатцфелд в Хесен, е господар на Вилденбург и Кортторф при Фризенхаген в Рейнланд-Пфалц.

## Произход и наследство
Той е вторият син (от 8 деца) на Фридрих Готфрид фон Хатцфелд († пр. 10 октомври 1531), господар на Вилденбург, и съпругата му Маргарета фон Шлитц наричана фон Гьортц († пр. 11 септември 1561), дъщеря на Симон X фон Шлитц-Гьортц († пр. 1504), наследствен маршал на Фулда, и Анна фон Елкерсхаузен-Клюпел. Майка му се омъжва втори път за Херман фон Виндхаузен.
Брат е на Лудвиг II фон Хатцфелд (1510 – 1576), Георг IV фон Хатцфелд († сл. 1589), фогт на Кастер, Мария фон Хатцфелд († сл. 1551), омъжена за Йохан фон Хоенберг († 1574), и на Маргарета фон Хатцфелд († сл. 1525), омъжена пр. 1554 г. за Валтер де Метекофен († пр. 1554).
През 1387 г. фамилията наследява замък Вилденбург. Вилхелм поема наследството в Кротторф след смъртта на тъста му през 1563 г. и основава линията „Хатцфелд-Вилденбург-Кротторф“.
През 1631 г. умира последният граф фон Глайхен и внуците му Мелхиор фон Хатцфелд (1593 – 1658) и Херман фон Хатцфелд-Глайхен (1603 – 1673) получават от Курфюрство Майнц през 1639 г. двореца и имението Глайхен. Дядо е и на Франц фон Хатцфелд (1596 – 1642), княжески епископ на Вюрцбург (1631 – 1642) и Бамберг (1633 – 1642).
През 1635 г. линията Кротторф на фамилията фон Хатцфелд е издигната на имперски граф, 1748 г. дори на имперски княз. През 1803 г. наследниците му стават чрез наследство князе „фон Хатцфелдт цу Трахенберг“. След 1830 г. наследниците му стават князе и се наричат Князе фон Хатцфелд-Вилденбург. Фамилията Хатцфелд съществува и днес.

## Фамилия
Вилхелм II фон Хатцфелд се жени на 20 октомври 1559 г. за Катарина фон Зелбах, наричана Лое, наследничка на Кротторф (* 1545/1546; † 4 август 1582, замък Кротторф), дъщеря на Йохан фон Зелбах († 1563), господар на Кроторф и Цепенфелд, и Анна Смулинцк. Те имат две деца:
- Себастиан фон Хатцфелд (* 13 декември 1562 или 1566; † 10 декември 1631 или 1630, замък Кротторф), женен I. на 28 май или юни 1590 г. за Луция цу Зикинген (* 6 март 1569; † 12 юли 1603), II. на 8 декември 1610 г. за братовчедката му Мария Маргарета фон Хатцфелд (* 1561; † между 29 ноември 1623/17 юли 1625), вдовица на Азмуз фон Отенщайн († 15 април 1602), дъщеря на чичо му Георг IV фон Хатцфелд, фогт фон Кастер († сл. 1589) и Урсула фон Нойхоф, наричана Лай († сл. 1572), III. на 4 август 1629 г. за Маргарета фон Бокенфьорде-Шюнгел, IV. 1618/1621? г. за Анна фон Нойхоф-Лей
- дъщеря, омъжена за фон Хаселхолдт, наричан Щокхайм.

Вдовицата му Катарина фон Зелбах се омъжва втори път на 7 юни 1571 г. за Фридрих фон Райфенберг (* 1515; † 12 май 1595).